# باسيل دبليو. براون
باسيل دبليو. براون (بالإنجليزية: Basil W. Brown)‏ هو سياسي أمريكي، ولد في 20 مارس 1927 في فانداليا في الولايات المتحدة، وتوفي في 30 أكتوبر 1997 في هايلاند بارك في الولايات المتحدة بسبب سرطان. حزبياً، نشط في Michigan Democratic Party ‏. وقد انتخب عضو مجلس ولاية ميشيغان.